# Montbel, Ariège
Montbel är en kommun i departementet Ariège i regionen Occitanien i södra Frankrike. Kommunen ligger  i kantonen Mirepoix som ligger i arrondissementet Pamiers. År 2022 hade Montbel 93 invånare.

## Befolkningsutveckling
Antalet invånare i kommunen Montbel
Referens: INSEE